# Franco Battisodo
Franco Battisodo (Pesaro, 15 aprile 1948) è un ex calciatore italiano, di ruolo libero.

## Carriera
Cresce nel vivaio del Bologna. Nel 1967 va in prestito per una stagione al Potenza in Serie B dove, nonostante la retrocessione della squadra, gioca un campionato su alti livelli, guadagnandosi l'entrata in pianta stabile nella squadra emiliana proprietaria del suo cartellino e la convocazione nella Nazionale Under-21.
Per anni riserva di Janich, dopo l'addio di quest'ultimo diventa negli anni settanta il perno della retroguardia bolognese. Dopo l'arrivo del libero granata Cereser, ritorna in ballottaggio per un posto da titolare. Complici diversi infortuni, Battisodo conclude la carriera a 33 anni nella stagione 1980-1981, con la squadra della sua città, la Vis Pesaro. In precedenza, nella stagione 1978-1979 aveva conquistato la promozione in Serie B con la maglia del Parma.
Con i rossoblù si è aggiudicato due volte la Coppa Italia, mentre ha ottenuto una promozione in Serie A col Cesena. In carriera ha totalizzato complessivamente 96 presenze in Serie A e 86 in Serie B.
Cessata l'attività agonistica, ha abbandonato il mondo del calcio intraprendendo un'attività commerciale a Pesaro.

## Palmarès

### Club
- Coppa Italia: 2 
Bologna: 1969-1970, 1973-1974
- Coppa di Lega Italo-Inglese: 1 
Bologna: 1970

### Nazionale
- Giochi del Mediterraneo: 1 
Italia: 1967